# Wiaczesław Petrow
Wiaczesław Stanisławowycz Petrow (ukr. Вячеслав Станіславович Петров; ur. 13 sierpnia 1994 w Nowomyrhorodzie) – ukraiński koszykarz, występujący na pozycjach silnego skrzydłowego lub środkowego, reprezentant Ukrainy.

## Osiągnięcia
Stan na 29 kwietnia 2022, na podstawie, o ile nie zaznaczono inaczej.

### Drużynowe
- Mistrz Ukrainy (2015, 2016, 2021)
- Wicemistrz Ukrainy (2017, 2019, 2020)
- Brązowy medalista mistrzostw Ukrainy (2018)
- Zdobywca:
  - Pucharu Ukrainy (2016)
  - Superpucharu Ukrainy (2022)
- Finalista Pucharu Ukrainy (2018)
- Uczestnik międzynarodowych rozgrywek:
  - FIBA Europe Cup (2015/2016, 2017/2018, 2019–2021)
  - Ligi Mistrzów FIBA (2016/2017, 2021/2022)

### Indywidualne
- Uczestnik meczu gwiazd ligi ukraińskiej (2017–2020)

### Reprezentacja
Seniorska
- Uczestnik kwalifikacji:
  - europejskich do mistrzostw świata (2017, 2021)
  - do Eurobasketu (2020)

Młodzieżowe
- Wicemistrz uniwersjady (2019)
- Brązowy medalista mistrzostw Europy U–20 dywizji B (2014)
- Uczestnik:
  - uniwersjady (2017 – 15. miejsce, 2019)
  - mistrzostw Europy U–18 (2012 – 12. miejsce)[3]